# اپی‌ژنتیک

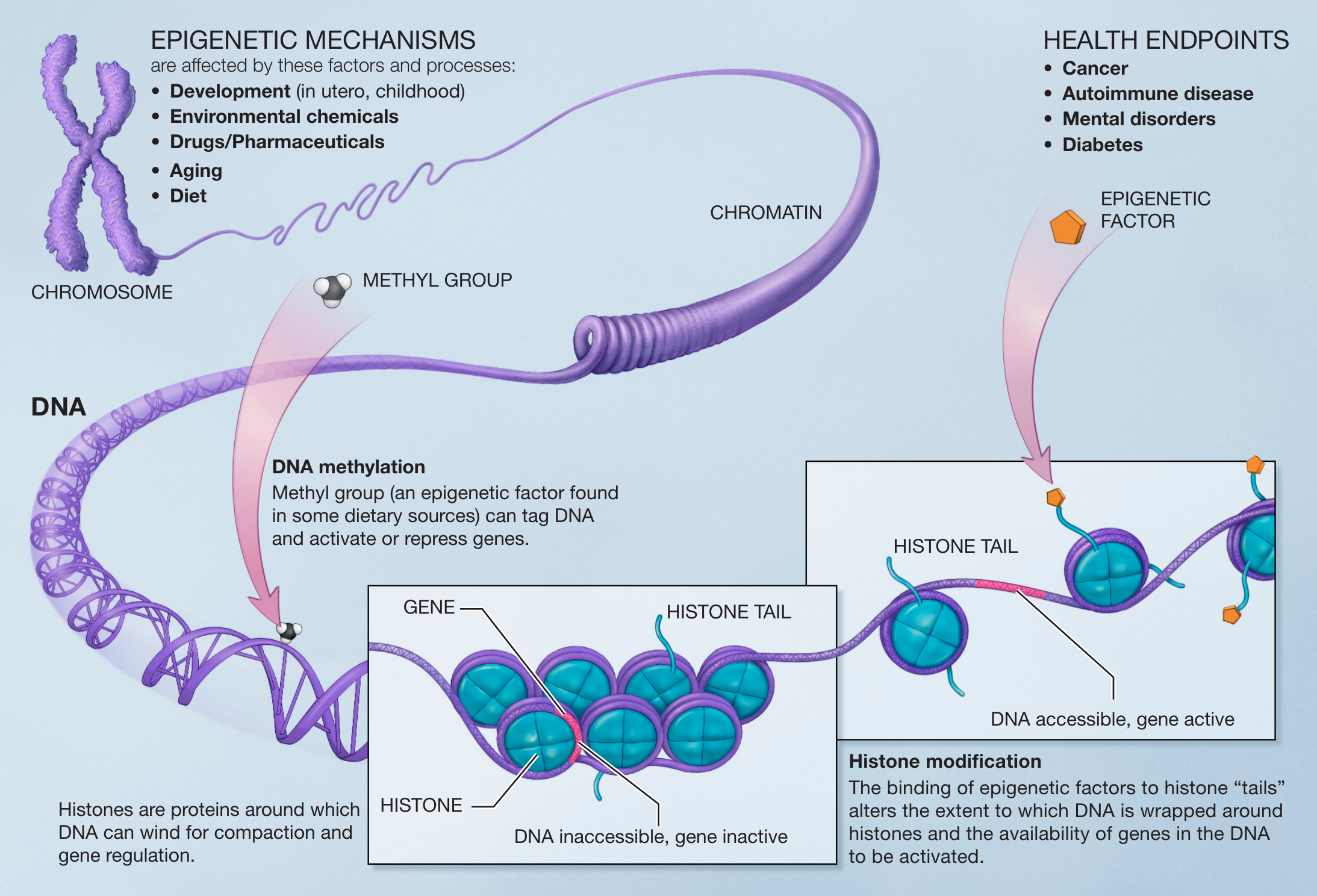
سازوکارهای وَراژن‌شناسی

وَراژن‌شناسی یا فَراژن‌شناسی یا اِپی‌ژنتیکس (به انگلیسی: Epigenetics) مطالعهٔ اختلاف‌های سلولی و کاراَندام‌شناسانه‌ای است که با تغییرات در توالی DNA نمی‌توانند تبیین شوند. وَراژن‌شناسی اصولاً مطالعهٔ عوامل خارجی یا محیطی است که باعث روشن یا خاموش شدن ژن‌ها می‌شود و بر روی چگونگی خوانده‌شدن ژن‌ها اثر می‌گذارد. سازوکارهای وَراژن‌شناسی به اثرات محیطی حساس بوده و از عوامل کلیدی در شکل‌گیری رُخ‌نمود هستند.
از این رو، تحقیقات وَراژن‌شناسی در جستجوی توصیف دگرگونی‌های پویا در ظرفیت رونویسی سلول است. اگرچه استفاده از لفظ «وَرا» (epi) برای توصیف فرآیندهایی که توارث‌پذیر نیستند بحث‌برانگیز است، این دگرگونی‌ها ممکن است توارث‌پذیر بوده یا نباشند. برخلاف ژن‌شناسی که بر پایهٔ تغییرات در توالی DNA (ژن‌نمود) است، تغییرات در بیان ژن یا رُخ‌نمود سلولی وَراژن‌شناسی دلایل دیگری دارد. به همین دلیل از پیشوند «وَرا» (epi) برگرفته از επί- یونانی به معنای بالا، فَراتر یا اطراف استفاده شده است.
مثال‌هایی از سازوکارهایی که این تغییرات را ایجاد می‌کنند، متیل‌دار کردن DNA، متیل‌دار کردن RNA، اصلاحات هیستونی و آران‌ای‌های بلند غیرکدکننده است که هر کدام سبب تغییر در بیان شدن ژن می‌شوند بی آنکه تغییری در توالی DNA مسئول ایجاد کنند. بیان ژن به وسیلهٔ فعالیت پروتئین‌های سرکوب‌گر که به مناطق خاموش‌کننده DNA می‌چسبند، کنترل می‌شود. این تغییرهای وَراژنی ممکن است در طول تقسیم سلول و در دوران زندگی سلول و همچنین شاید طی نسل‌های متمادی برجای بماند، گرچه تغییری در توالی DNA مسئول دیده نمی‌شود. در عوض این عوامل غیرژنی سبب می‌شوند تا ژن‌های یک جاندار، رفتار یا بیان مختلفی نشان دهند.
مثالی از تغییر وَراژنی در یوکاریوت، فرایند تمایز سلولی است. در طی ریخت‌زایی سلول‌های بنیادی همه‌توان، تبدیل به رده‌های سلولی چند توانه جنینی شده که به نوبه خود تبدیل به سلول‌های کاملاً تمایز یافته می‌شوند. به این معنی که سلول تخم -زاگ- به تقسیم شدن ادامه می‌دهد و سلول‌های دختر ایجادشده تبدیل به تمام انواع مختلف سلول در یک جاندار از جمله عصب، سلول‌های عضله، بافت پوششی (اپی‌تلیوم)، بافت درون رگی (اندوتلیوم)، رگ‌های خونی و غیره می‌شوند که به وسیلهٔ فعال کردن برخی ژن‌ها در حین غیرفعال کردن بیان برخی دیگر ایجاد می‌شود.

## وَراژن‌شناسی
وَراژن‌شناسی ناشی از توسعه‌ای که خاستگاه ژنی رفتار و همچنین تأثیر مستقیمی که نیروهای محیط زیست به مرور زمان روی بیان آن ژن‌ها می‌گذارند را شامل می‌شود. قضیه بر تعامل پویای بین این دو توانایی در طی توسعه تمرکز می‌کند.
تعامل برانگیزترین ایده‌های توسعه در شکل‌های گوناگون و زیر نام‌های متفاوت در سراسر سده‌های نوزدهم و بیستم مورد بحث قرار گرفته است. یک ایدهٔ اولیه در میان اظهارات بنیادین در رویان‌شناسی را کارل ارنست فون بائر پیشنهاد کرد و ارنست هایکل آن را تعمیم داد. یک رویکرد متفاوت به نام "اثر بالدوینِ" جیمز مارک بالدوین در گفتمان معاصر برجسته است؛ و یک دیدگاه وَراژنی بنیانی (زیست‌شناسی کاراَندام‌شناسانه) را هم پائول ونتربرت توسعه داد. نوع دیگر وَراژن‌شناسی احتمالاتی را گیلبرت گوتلیب در سال ۲۰۰۳ ارائه کرد.

## وَراژن‌شناسی احتمالاتی
«وَراژن‌شناسی احتمالاتی» دیدگاهی است که بیان می‌کند تأثیر دوطرفه‌ای بر مبنای چهار سطح تجزیه تحلیل، بر توسعهٔ یک اندامگان وجود دارد. این چهار سطح از تجزیه تحلیل‌ها عبارت است از فعالیت محیطی (اجتماعی، فیزیکی و فرهنگی)، رفتار، عصبی و فعالیت ژنی.
این دیدگاه شامل تمام عوامل ممکن در حال توسعه روی یک اندامگان و نه تنها اینکه چطور اندامگان و یکدیگر را تحت تأثیر قرار می‌دهند بلکه همچنین شامل اینکه چطور اندامگان، توسعهٔ خود را تحت تأثیر قرار می‌دهد، می‌باشد.
با توجه به روان‌شناسی رشد، اریک اریکسون ایده‌ای به نام اصل وَراژن‌شناسی را توسعه داد که بیانگر این است که چطور ما از طریق آشکارسازی شخصیتمان در مراحلِ ازپیش‌تعیین‌شده و تحت تأثیر محیط زیست و فرهنگ اطرافمان، توسعه یافتیم. این آشکارسازی زیستی، با سازگاری‌های اجتماعی و فرهنگی در مراحل رشد روانی انجام شده، که «پیشرفت در هر مرحله با موفقیت یا عدم موفقیتمان در مراحل قبلی مشخص شده است.»
قضیهٔ وَراژن‌شناسی سیر تکاملی را به عنوان نتیجهٔ یک تبادل دوطرفهٔ در حال انجام بین محیط و وراثت در نظر می‌گیرد.
محدودهٔ تأثیرات محیطی شامل چیزهایی است که ما تحت تربیت، مانند پدر و مادر، پویایی خانواده، تحصیل و کیفیت همسایگی در برخورد با ویروس‌ها و اتفاقات داخل سلول، کسب می‌کنیم.
علاوه بر این، نظریه ابعاد فرهنگی هافستد می‌گوید که فرهنگ‌های مختلف منجر به تأثیرات زیست‌محیطی به طرق مختلف می‌شود.
از آنجا که نظریه وَراژنی متکی بر محیط زیست (که در میان فرهنگ‌های مختلف متفاوت است) و وراثت به عنوان عامل مؤثر بر توسعه‌ای است، که بیان می‌کند کجا و چطور رشد افراد می‌تواند رشد بالقوه‌شان را پیش‌بینی کند. وضعیت اجتماعی و اقتصادی می‌تواند به تأثیرات زیست‌محیطی کمک کند، به عنوان مثال دسترسی به غذاهای سالم، دارو و مراقبت موجب تسهیل توسعه مثبت است.
ژن‌ها، در طول یک دوره حیات پروتئین‌ها را تولید می‌کنند، که این پروتئین‌ها می‌توانند در محیط‌های مختلف متفاوت باشد. با این وجود نظریهٔ وَراژن‌شناسی بیان می‌کند که ژن‌هایی که مشترک هستند، تعیین‌کنندهٔ صفات فردی در شیوه‌ای مستقل نیستند، بلکه صفات را وابسته به محیط تعیین می‌کنند، هیچ اجماعی بر روی اینکه چه درصدی از طبیعت یا پرورش ما باعث به وجود آمدن ما می‌شود، وجود ندارد.

## پایه مولکولی
تغییرات وَراژنی، فعالیت ژن‌های خاصی را کنترل می‌کند. پروتئین‌های فامینه‌ای متصل به DNA ممکن است فعال یا خاموش باشند. این دلیلی است که چرا سلول‌های تمایزیافته در جاندار پرسلولی، تنها، ژن‌های مورد نیاز برای فعالیت خاص خود را بیان می‌کنند. بعضی علامت‌های وَراژنی وقتی سلول‌ها تقسیم می‌شوند برجای می‌مانند و بعضی علامت‌ها هم در حین تقسیمات و در طی تمایز سلولی ایجاد می‌شوند. اکثر تغییرات در طول زندگی یک جاندار اتفاق می‌افتد ولی اگر غیرفعال شدن در سول اسپرم یا تخمک که لقاح می‌یابند اتفاق افتد، برخی تغییرات وَراژنی به نسل بعد منتقل می‌شود (که به این موضوع نشانک‌گذاری وَراژنی یا Epigenetic bookmarking می‌گویند). این مسئله سؤالی را برمی‌انگیزد که آیا تغییرات وَراژنی در جاندار، موجب تغییر پایه‌ای در ساختار DNA می‌شود یا خیر. (شکلی از لامارک‌گرایی)
در سال ۲۰۱۱ نشان داده شد که متیله شدن RNA پیام‌رسان هم در هم‌ایستایی انرژی انسان نقش کلیدی‌ای دارد. این موضوع پروندهٔ تازه‌ای را برای وَراژن‌شناسی (تأثیر محیط بر ژن‌ها) RNA بازگشود.